# Siaka Bamba
Siaka Bamba (* 2. Februar 1976 in Daoukro, Elfenbeinküste) ist ein ivorischer ehemaliger Fußballspieler.
Der Außenstürmer begann beim RFC Daoukro in seiner Heimatstadt mit dem Fußballspielen, ehe er zum ivorischen Topklub ASEC Mimosas nach Abidjan wechselte. Bamba konnte mit dem Verein zwei nationale Meisterschaften erringen und gehörte zu jener Mannschaft, die 1998 die CAF Champions League gewinnen konnte. Das Finale gegen den Dynamos FC aus Simbabwe gewann man mit 4:2. Dieser Triumph ist bislang der einzige Champions-League-Sieg in der Geschichte des Vereins (Stand: 30. Juli 2007). In den sieben Jahren, die Bamba in der Ligue 1, der höchsten Spielklasse der Elfenbeinküste, spielte, konnte er 86 Tore erzielen.
In der Winterpause der Saison 1999/2000 wechselte Bamba zum deutschen Zweitligisten SpVgg Greuther Fürth, wo er zunächst für die zweite Mannschaft vorgesehen war. Zur Spielzeit 2000/01 rückte Bamba in den Profikader der Kleeblätter auf. Bamba bestritt zwei Zweitliga- und ein DFB-Pokal-Spiel, ehe er zur Saison 2001/02 wieder ins Amateurteam wechselte, welches in die Bayernliga aufgestiegen war. Bis zum Ende der Spielzeit 2003/04 bestritt Bamba 86 Spiele in der damals vierthöchsten deutschen Spielklasse, in denen er 13 Tore erzielen konnte.
Anschließend kehrte Siaka Bamba, der Zinédine Zidane als sein sportliches Vorbild bezeichnet, in seine Heimat zurück. Er schloss sich Stade d’Abidjan, dem Champions-League-Sieger von 1966, an. Der 1,71 m große Offensivspieler, der mehrere Spiele für die ivorische Nationalmannschaft bestritt, baute in Abidjan eine Fußballschule für 11- bis 19-Jährige auf, deren Mannschaften auch am Ligabetrieb teilnehmen.